# Zvon a kladivo
Zvon a kladivo nebo Kladivo a zvon je hazardní kostková hra se speciálními kostkami.
Hra se hraje s osmi kostkami, z nichž šest má pouze na jedné své straně čísla od jedné do šesti a jedna má obrázek zvonu a jedna obrázek kladiva. Dále je ke hře potřeba pět karet: karty zvonu, kladiva, zvonu a kladiva, bílého koně a hostince. Na začátku hry sázkou všech hráčů vznikne bank a následně proběhne dražba o jednotlivé karty. Peníze či žetony získané z dražby putují také do banku. Hra pokračuje, i když se nepovede vydražit všechny karty. Poté jednotliví hráči postupně hází kostkami a podle toho, co padne, získávají peníze z banku či od ostatních hráčů držitelé jednotlivých karet. Poté, co první výplatu dostane majitel karty hostince, hostinec se tzv. otevře a s otevřeným hostincem probíhá poslední fáze hry, pro kterou jsou pravidla plateb jiná.

## Historie
Hra je poprvé známá z počátku 19. století z německého prostředí. Byla oblíbená u Židů, po roce 1945 téměř vymizela. V češtině patrně poprvé vyšla v roce 2021 ve vydavatelství Counter Clockwise, které se zaměřuje na staré hry.